# Vicdessos
Vicdessos (okcitansko Vic de Sòs) je naselje in občina v južnem francoskem departmaju Ariège regije Jug-Pireneji. Leta 2004 je naselje imelo 444 prebivalcev.

## Geografija
Naselje se nahaja v Pirenejih ob istoimenski reki, 30 km jugozahodno od središča departmaja Foix.

## Uprava
Vicdessos je sedež istoimenskega kantona, v katerega so poleg njegove vključene še občine Auzat, Gestiès, Goulier, Illier-et-Laramade, Lercoul, Orus, Sem, Siguer in Suc-et-Sentenac s 1.449 prebivalci.
Kanton je sestavni del okrožja Foix.

## Zanimivosti
- Notredamska cerkev; prvikrat omenjena leta 1081, od prvotne cerkve je ostal le romanski stolp, medtem ko je pročelje iz 15. stoletja; v cerkvi se nahajajo orgle iz sredine 17. stoletja, obnovljene leta 1991.